# Cantone di Valleraugue
Il Cantone di Valleraugue era una divisione amministrativa dell'arrondissement di Le Vigan.
A seguito della riforma approvata con decreto del 24 febbraio 2014, che ha avuto attuazione dopo le elezioni dipartimentali del 2015, è stato soppresso.

## Composizione
Comprendeva i comuni di:
- Notre-Dame-de-la-Rouvière
- Saint-André-de-Majencoules
- Valleraugue